# Bolbostemma
Bolbostemma é um género botânico pertencente à família Cucurbitaceae.

## Espécies
- Bolbostemma biglandulosum
- Bolbostemma paniculatum